# Dialer
Dialer o dialler és un programa informàtic que marca un nombre de tarifació addicional (NTA) fent servir el mòdem, aquests NTA són nombres el cost dels quals és superior al d'una trucada nacional. Aquests marcadors se solen descarregar tant amb autorització de l'usuari (utilitzant pop-ups poc clars) com automàticament. A més poden ser programes executables o ActiveX (Aquests programes només funcionen en Internet Explorer).